# Wanderzirkus (1975)
Wanderzirkus ist ein Kurzdokumentarfilm von Angelika Andrees von 1975.

## Inhalt
Der Zirkus Hein gastiert in einem Dorf. Gezeigt werden einzelne Nummern der Vorstellung, aber auch das Publikum, teilweise aus ungewöhnlichen Blickwinkeln, zum Beispiel von unten. Auch der Regen und weitere markante Geräusche wie das Klopfen sind zu hören...

## Hintergründe
Wanderzirkus war der Hauptprüfungsfilm der Regiestudentin Angelika Andrees und der Kamerafrau Julia Kunert an der Hochschule für Film und Fernsehen der DDR in Potsdam-Babelsberg.
Er wurde 2022 beim Dokumentarfilmfestival in Leipzig gezeigt. 2023 lief er im Berliner Kino Krokodil bei einer Gedenkveranstaltung für Julia Kunert und 2024 im Freiluftkino Berlin-Weißensee bei einem Zirkusfilmabend.

## Rezeption
Carolin Weidner vom Dokumentarfilmfestival Leipzig freute sich 2022, dass sich die Regisseurin auch dafür interessiert, 

„wie das Publikum von unten aussieht, wenn sich diverse Hinterteile auf den Holzbänken herumdrücken. Dazu klackert und klopft es manchmal, oder Regen plätschert, und zum Schluss singt Bob Dylan. (...)  Andrees probiert sich an verschiedenen Elementen, wechselt den Tonfall und erfasst so die Stimmungen, die sich um die fahrende Attraktion bündeln.“

Die Filmdatenbank MUBI urteilte, dass sich in diesem Film mit einem feinen Gespür für Rhythmus und Situationen ein ungewöhnliches Alltagsgeschehen entfaltet.